# (10038) Tanaro
(10038) Tanaro est un astéroïde de la ceinture principale.

## Description
(10038) Tanaro est un astéroïde de la ceinture principale. Il fut découvert le 28 avril 1984 à La Silla par Vincenzo Zappalà. Il présente une orbite caractérisée par un demi-grand axe de 2,15 UA, une excentricité de 0,10 et une inclinaison de 3,4° par rapport à l'écliptique.

## Compléments